# Lichaam (Ned) / Veld (Be)
Een lichaam (Nederlands) of veld (Belgisch), niet te verwarren met het ruimere begrip delingsring (Ned) / lichaam (Be), is een algebraïsche structuur waarin de bewerkingen optellen, aftrekken, vermenigvuldigen en delen op de gebruikelijke wijze kunnen worden uitgevoerd. De rationale getallen, de reële getallen en de complexe getallen zijn voorbeelden van lichamen, alle met oneindig veel elementen. Is het aantal elementen van het lichaam eindig, dan spreekt men van een eindig lichaam/veld.

## Definitie
Een lichaam/veld is een verzameling met de bewerkingen optelling en vermenigvuldiging, waarbij de verzameling voor deze bewerkingen gesloten is. Het resultaat van een bewerking moet weer een element zijn van de verzameling, de optelling en de vermenigvuldiging zijn beide associatief en commutatief en de vermenigvuldiging is distributief ten opzichte van de optelling.
Meer formeel is een lichaam/veld een drietal {\displaystyle (K,+,*)} bestaande uit een niet-lege verzameling {\displaystyle K} waarop twee bewerkingen: een optelling, aangeduid met het symbool +, en een vermenigvuldiging, aangeduid door *, zijn gedefinieerd die voldoen aan een aantal voorwaarden. De optelling van twee elementen {\displaystyle a} en {\displaystyle b} uit {\displaystyle K} noteert men meestal met {\displaystyle a+b} en de vermenigvuldiging van {\displaystyle a} en {\displaystyle b} met {\displaystyle a*b} of korter met {\displaystyle ab}. De vermenigvuldiging wordt ook wel genoteerd met {\displaystyle \,\cdot \,} of {\displaystyle \times } en het product dienovereenkomstig met {\displaystyle a\cdot b} of {\displaystyle a\times b}.
Gebruikmakend van het bestaande begrip groep kan een lichaam/veld {\displaystyle (K,+,*)} ook worden gedefinieerd door:
- {\displaystyle (K,+)} is een commutatieve groep
- {\displaystyle (K\setminus \{0\},*)} is een commutatieve groep
- de bewerking {\displaystyle *} is distributief over de bewerking {\displaystyle +}.

## Voorwaarden en eigenschappen
De optelling en de vermenigvuldiging moeten aan de volgende voorwaarden voldoen.
1. Voor alle elementen {\displaystyle a} en {\displaystyle b} in {\displaystyle K}, behoren ook {\displaystyle a+b} en {\displaystyle a*b} tot {\displaystyle K}. 
 {\displaystyle K} is gesloten onder de optelling en de vermenigvuldiging.
2. Voor alle elementen {\displaystyle a,\,b} en {\displaystyle c} in {\displaystyle K}, is 
 {\displaystyle \quad (a+b)+c=a+(b+c)} en {\displaystyle (a*b)*c=a*(b*c)}. 
 De optelling en de vermenigvuldiging zijn associatief.
3. Er bestaat in {\displaystyle K} een element {\displaystyle 0} zodat voor alle {\displaystyle a} uit {\displaystyle K} geldt: 
 {\displaystyle \quad a+0=0+a=a} 
 Het element {\displaystyle 0} heet het neutrale element voor de optelling of ook de additieve identiteit in {\displaystyle K}.
4. Voor elk element {\displaystyle a} in {\displaystyle K} bestaat er een element {\displaystyle -a} in {\displaystyle K}, zodat 
 {\displaystyle \quad a+(-a)=0} en {\displaystyle -a+a=0} 
 Ieder element in {\displaystyle K} heeft een invers element voor de optelling.
5. Voor alle elementen {\displaystyle a} en {\displaystyle b} in {\displaystyle K} geldt 
 {\displaystyle \quad a+b=b+a}. 
 De optelling is commutatief.
6. Voor alle elementen {\displaystyle a,\,b} en {\displaystyle c} in {\displaystyle K} is 
 {\displaystyle \quad a*(b+c)=a*b+a*c} 
 De vermenigvuldiging is distributief ten opzichte van de optelling.
7. Er bestaat in {\displaystyle K} een element {\displaystyle 1} zodat voor elk element {\displaystyle a} in {\displaystyle K} geldt: 
 {\displaystyle \quad 1*a=a*1=a} 
 Het element {\displaystyle 1} is het neutrale element voor de vermenigvuldiging, ook eenheidselement van {\displaystyle K} genoemd.
8. Voor elk element {\displaystyle a} in {\displaystyle K} verschillend van {\displaystyle 0} bestaat er een element {\displaystyle a^{-1}} in {\displaystyle K} zodat 
 {\displaystyle \quad a*a^{-1}=1=a^{-1}*a} 
 Elk element in {\displaystyle K} ongelijk aan {\displaystyle 0} heeft een invers element voor de vermenigvuldiging.
9. Voor alle elementen {\displaystyle a} en {\displaystyle b} in {\displaystyle K} geldt 
 {\displaystyle \quad a*b=b*a}.
 De vermenigvuldiging is commutatief.
10. De additieve en de multiplicatieve identiteit zijn verschillend, {\displaystyle 0} is niet gelijk aan {\displaystyle 1}.

Zonder de laatste voorwaarde zou de verzameling die één element bevat ook een lichaam/veld zijn en dat is niet de bedoeling.
De voorwaarden 1 tot en met 6 drukken uit dat {\displaystyle (K,+,*)} een ring is. Wordt aan alle bovengenoemde voorwaarden voldaan, behalve eventueel onder voorwaarde 9 dat de vermenigvuldiging commutatief is, dan is er sprake van een delingsring/lichaam.
Merk op dat de voorwaarden 3, 4, 5 en 7, 8 en 9 overeenkomstige voorwaarden zijn. De voorwaarden 3, 4 en 5 gaan over de optelling, terwijl de voorwaarden 7, 8 en 9 over de vermenigvuldiging gaan.
Het verschil nemen, aftrekken wordt gedefinieerd door 
{\displaystyle a-b=a+(-b)}
De deling door een element ongelijk aan nul wordt gedefinieerd door 
{\displaystyle {\frac {a}{b}}=a*b^{-1}}
We kunnen bewijzen dat voor elk lichaam/veld geldt dat {\displaystyle x*0=0} voor willekeurige {\displaystyle x}. Daarom bestaat vanwege voorwaarde 10 geen inverse van {\displaystyle 0} (want dan zou {\displaystyle 0*0^{-1}=1} moeten gelden) en is delen door nul dus niet mogelijk.
Er bestaat een hierarchie tussen de volgende ring-achtige algebraïsche structuren:
Lichamen/velden {\displaystyle \subset } euclidische domeinen {\displaystyle \subset } hoofdideaaldomeinen {\displaystyle \subset } unieke factorisatiedomeinen {\displaystyle \subset } integriteitsgebieden {\displaystyle \subset } commutatieve ringen {\displaystyle \subset } ringen

## Voorbeelden
- Ieder element behalve 0 heeft in een lichaam een inverse voor de vermenigvuldiging, dus kunnen er geen nuldelers zijn.

Als {\displaystyle a\cdot b=0} en {\displaystyle b\neq 0} is {\displaystyle a=a\cdot b\cdot b^{-1}=0\cdot b^{-1}=0}.
- De reële getallen {\displaystyle \mathbb {R} }, de rationale getallen {\displaystyle \mathbb {Q} } en de complexe getallen {\displaystyle \mathbb {C} } vormen met de gewone optelling en vermenigvuldiging een lichaam/veld.
- De gehele getallen {\displaystyle \mathbb {Z} } vormen geen lichaam/veld, omdat de meeste gehele getallen voor de vermenigvuldiging geen invers element hebben.
- Als {\displaystyle K} een lichaam/veld is, vormen de rationale functies in {\displaystyle n} variabelen over {\displaystyle K} op hun beurt een lichaam/veld.
- De restklassen modulo {\displaystyle p} vormen als {\displaystyle p} een priemgetal is een eindig lichaam/veld.

## Deellichaam/deelveld
Een deellichaam/deelveld van een lichaam/veld is een deelverzameling, die de elementen 0 en 1 bevat en is gesloten met betrekking tot optelling, tegengestelde nemen, vermenigvuldiging en multiplicatieve inverse. Het is hiermee zelf een lichaam/veld.
Voorbeelden:
- De reële getallen vormen een deellichaam van de complexe getallen.
- De rationale getallen vormen een deellichaam van de reële getallen, en ook van de complexe getallen.
- Het eindige lichaam/veld {\displaystyle \mathbb {F} _{2}}, met 0 en 1 als enige elementen, is een deellichaam van {\displaystyle \mathbb {F} _{4}}, dat naast de elementen 0 en 1 een speciaal element {\displaystyle x} en daarmee ook {\displaystyle x+1} bevat. Voor het speciale element {\displaystyle x} geldt {\displaystyle x^{2}=x+1}. Er wordt modulo 2 gerekend.

## Geordend lichaam/veld
Een geordend lichaam/veld is een lichaam/veld met een compatibele totale orde, wat wil zeggen dat voor de bijbehorende strikte totale orde '<' geldt:
- als {\displaystyle a<b}, dan is {\displaystyle a+c<b+c}
- als {\displaystyle 0<a} en {\displaystyle 0<b}, dan is {\displaystyle 0<a*b}

### Eigenschappen
- Een eindig lichaam/veld kan geen geordend lichaam/veld zijn.
- Een deellichaam/deelveld van een geordend lichaam/veld is met de geïnduceerde orde ook een geordend lichaam/veld.

### Voorbeelden
- reële getallen
- De volgende deellichamen/deelvelden van de reële getallen:
  - algebraïsche getallen
  - de doorsnede van alle deellichamen/deelvelden van de reële getallen die {\displaystyle {\sqrt {2\ }}} bevatten, dus alle getallen van de vorm {\displaystyle a+b{\sqrt {2\ }}} met {\displaystyle a} en {\displaystyle b} rationale getallen
  - rationale getallen